# Güher und Süher Pekinel

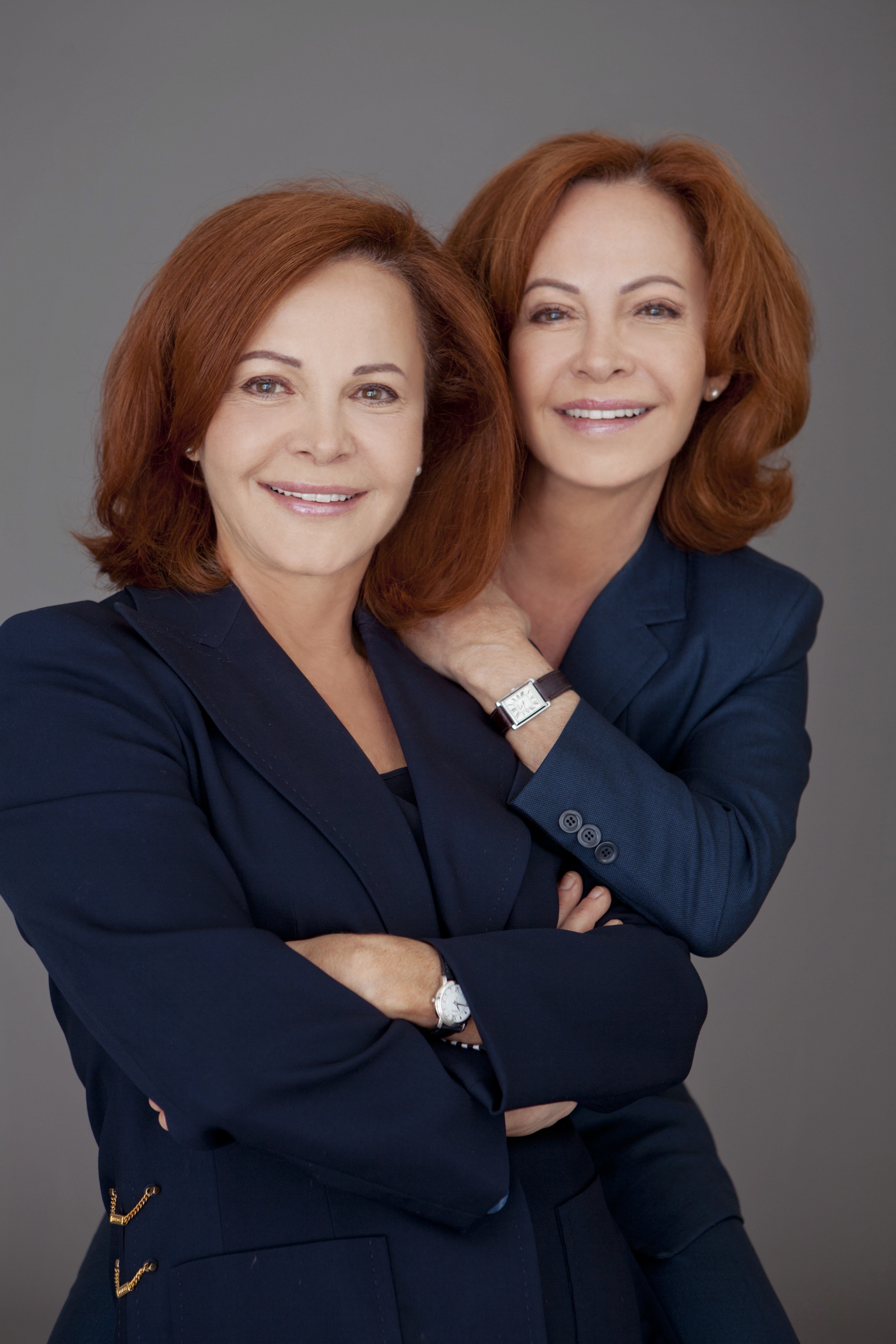
Güher und Süher Pekinel

Güher und Süher Pekinel (* 29. März 1951 in Istanbul) sind türkische Pianistinnen. Zusammen bilden die Zwillingsschwestern ein Klavierduo von Weltruf.

## Leben
Ihren ersten öffentlichen Auftritt hatten sie im Alter von sechs Jahren. Drei Jahre später gaben sie ihr Orchesterdebüt mit der Philharmonie von Ankara, das vom Radio live übertragen wurde. Ihr Abitur erwarben Güher und Süher Pekinel 1969 an der Odenwaldschule, wo sie auch Privatunterricht bei Wolfgang Fortner erhielten. Unter der Leitung von Yvonne Loriod in Paris nahmen sie ihr Studium auf, das sie später an der Musikhochschule mit August Leopolder in Frankfurt fortsetzten. Auf Einladung Rudolf Serkins arbeiteten sie am Curtis Institute of Music in Philadelphia, danach mit Claudio Arrau und Leon Fleisher in New York, wo sie an der Juilliard School bei Adele Marcus und gleichzeitig an der Frankfurter Musikhochschule ihr Konzertexamen mit Auszeichnung ablegten. Als Solistinnen und als Duo gewannen sie zahlreiche internationale Wettbewerbe in Deutschland, Italien und in den USA, so wie auch als Duo den ersten Preis beim „UNESCO World Music“-Wettbewerb als Vertreterinnen Deutschlands.
Eine für ihre berufliche Laufbahn wichtige Rolle spielte Herbert von Karajan, der sie 1984 zu den Salzburger Festspielen einlud, ihrer internationalen Karriere damit zum Durchbruch verhalf und sie stets unterstützte. Leonard Bernstein, Jacques Loussier und Bob James haben eigens für die Schwestern Klavierwerke umgeschrieben und arrangiert. Von da an konzertierten sie mit vielen bedeutenden symphonischen Orchestern, darunter Berliner Philharmoniker, Wiener Philharmoniker, New York Philharmonic Orchestra, Israel Philharmonic Orchestra, Philharmonia Orchestra London, Concertgebouw-Orchester Amsterdam, Royal Philharmonic Orchestra London, Tokyo Philharmonic Orchestra, Los Angeles Philharmonic und das Orchestra Santa Cecilia. Die Pekinels haben unter der Leitung bedeutender Dirigenten wie Zubin Mehta, Colin Davis, Neville Marriner, Riccardo Chailly, Paavo Järvi, Michel Plasson, Marek Janowski und Christoph von Dohnányi Konzerte gegeben.
Ihr Repertoire umfasst alle bekannten Werke für Piano-Duos von der Klassik bis zur Moderne. 2018 veröffentlichten die Schwestern Pekinel ihr Lebenswerk. Zahlreiche Klavierkonzerte, Aufführungen und Interviews erschienen auf vier DVDs, zwei Blu-rays und sieben CDs. Darunter auch eine Aufführung von West Side Story von Leonard Bernstein.

## Bildungsprojekte
Die Schwestern Pekinel engagieren sich für gemeinnützige Bildungsprojekte.
Eines widmet sich der Förderung musikalischer Ausbildung nach internationalen Standards. Zu diesem Zweck initiierten sie das Programm „Young Musicians on World Stages“, das von der türkischen Firma TÜPRAŞ finanziert wird. Zwölf hoch begabte junge Musiker verschiedener Instrumentengattungen erhalten Stipendien, um ihre Studien in Europa fortzusetzen und die Gelegenheit zu nutzen, mit weltbekannten Musikern und Pädagogen zusammenzuarbeiten und an internationalen Wettbewerben mit den hochwertigsten İnstrumenten teilzunehmen. Für dieses Projekt erhielten die Schwestern 2011 den „Best Social Responsibility Award“.
Das zweite Projekt setzt sich für die Wiederaufnahme von Musikunterricht an türkischen Gymnasien ein. 2006 gründeten sie die „G&S Pekinel Musikabteilung“ am Tevitol, einem Internat für hochbegabte Schüler aus allen Teilen der Türkei.

## Auszeichnungen
- 1991 „Ehrenbürgerinnen der Türkei“
- 1991 Ehrendoktor-Titel der Boğaziçi Üniversitesi in Istanbul
- 2013 Ehrenpreis für ihr Lebenswerk von der „İstanbul Culture and Arts Foundation“